# 徐敬徳 (李氏朝鮮)
徐 敬徳（ソ・ギョンドク、じょ けいとく、서경덕、1489年2月17日 - 1546年7月7日）は、李氏朝鮮中期の儒学家である。本貫は唐城徐氏（南陽徐氏の分籍）。字は可久。号は花潭、復斎。妓生の黄真伊、朴淵瀑布とともに、「松都（松京）三絶」と並び称される。

## 経歴
開城に生まれ、寒微（下層階級）の出身であるが早くから苦学し、1531年、科挙の生員試に応じて合格し、1540年、大提学の金安国によって「遺逸の士」として推挙されたが、生涯仕官せず、弟子を育成した。北宋の張横渠、邵康節の学説の影響を受け、南宋の朱子学の理元論に反対し、朝鮮で初めて気一元論の唯物論（無神論）的で弁証法的な哲学を打ち立てた。

## 作品
- 花潭集（화담집）
- 原理気（원이기）
- 理気説（이기설）
- 太虚説（태허설）
- 鬼神死生論（귀신사생론）

## 弟子
- 黄真伊
- 許筠